# MGM-1 (ミサイル)
MGM-1 マタドール
国立アメリカ空軍博物館に展示されているMGM-1C
- 用途：戦術地対地攻撃
- 分類：地対地ミサイル、巡航ミサイル
- 製造者：マーチン
- 運用者： アメリカ合衆国（アメリカ空軍）
- 初飛行：1949年1月20日
- 生産数：1,200発
- 運用開始：1953年
- 退役：1962年
- 運用状況：退役
- ユニットコスト：13万2,000ドル[1]

MGM-1 マタドール（英: Matador）はアメリカ合衆国のマーチンによって開発された初の作戦運用可能な地対地巡航ミサイルである。その設計思想はドイツのV1飛行爆弾とよく似ていた。

## 概要
XSSM-A-1マタドールの最初の飛行は、1949年1月にホワイトサンズ・ミサイル実験場で実施された。1953年の末に、最初のマタドール部隊が活動を開始し、B-61AはW5核弾頭を搭載していた。マタドールは2,000 lbの通常弾頭を搭載することもできたが、それらのいずれかが実戦配備されたという記録はない。少なくとも1950年代後半まで、すべてのマタドールは核弾頭を搭載していた。
マタドールは、無線リンクによって操縦され、地上に設置されたAN/MSQ-1レーダー・ステーションのネットワークによって追跡された。この見通し線通信を伴う誘導装置は、その誘導距離をおよそ400 km（250 mi）に制限した。すべての無線通信と同様に、マタドールの誘導指令も敵に妨害されやすかった。理論上は飛行中のミサイルの誘導をある誘導局から次の局へ移譲することができたが、実際にはめったに成功せず、配備されたミサイルでそれを試みることはなかった。
1954年に、アメリカ空軍は新型のShanicle（Short Range Navigation Vehicle）誘導装置を備えたYTM-61Cの開発を開始した。YTM-61は1957年に運用が開始され、距離と方位角のために双曲線座標を作り出すための地上設置マイクロ波送信機を用いた。そして、それは航行のためのミサイル操縦システムにより用いられた。誘導距離は、ミサイルの最大飛行距離であるおよそ1,000 km（620 mi）まで延伸することができた。北アフリカでの初期の演習中に、前のミサイルで残ったクレーターと同地点の地表に着弾したミサイルがあったという人伝による証言は、Shanicleシステムが非常に精度が高かったことを示唆した。この話が真実であるかどうかは定かではないが、いずれにせよ、Shanicleシステムは作戦運用のミサイルではまもなく使用は中止された。1950年代後半までに、すべてのマタドールはAN/MSQ-1（「ミスキュー（MisCue-1）」と発射要員に呼ばれた）地上設置誘導装置を使っていた。
TM-61Cを見分けるユニークな特徴は、ジェット排気口の上の胴体の高くなった後部の部分であり、それはマタドール・ミサイル部隊に配属された兵士達によって「犬小屋（doghouse）」と呼ばれていた。この部分には当初Shanicleの電子機器が収納されたが、それらのシステムが取り除かれた後もそのままにされていた。運用可能なマタドールの最終型はクロム酸亜鉛（ジンククロメート）を用いた緑色であったが、この犬小屋はしばしば天然のアルミニウムの色のままであった（そういったことは翼と尾部のグループにはよくあることだった）。
マタドールの発射要員は、通常中尉（O2）又は大尉（O3）の射出士官1名、通常軍曹（E6）のクルーチーフ1名、弾頭技術員2名、飛行制御システム技術員2名、誘導技術員2名、弾体及び機関技術員2名（そのうちの1人は、クレーン操作員を兼ね、残りの1人が発射台技術員を兼ねた）、ブースター・ロケット技術員1名の計11人のメンバーから構成されていた。ミサイルが少なくとも設計上は「移動式」だったので、すべての発射装置はトラックとトレーラーに取り付けられた。その結果、彼らは主要な任務に加えて、大部分の作業員は運転手としての訓練を受け、それを兼ねた。兵役期間の何倍もすでに勤務した軍曹（E5）または伍長（E6）さえ時々いたけれども、クルーチーフ以外の全ての徴兵された要員は通常最初の兵役で入隊した一等兵（E3）又は二等兵（E2）であった。そのうえ、離れたサイトの同規模の誘導要員、及びミサイル、誘導装置、車両の整備要員がいた。ミサイルの支援に要求される人員の数のため、5人の発射要員を伴う「移動」マタドール部隊は、まったく鈍重であった。その結果、部隊はまもなく固定のサイトに配備され、移動式ミサイルの思想は断念された。
1基のマタドール・ミサイルは、ミサイルとその関連支援装置を移動するために多くの車両に必要とした。翼を取り外して胴体の横に取り付けてミサイルを運ぶ短いホイールベースのセミトレーラである輸送車輌と、長さ12.2 m（40 ft）以上、重さ13,600 kg（30,000 lb）以上のセミトレーラである発射装置車輌があった。その他に、目標選定バン、弾頭バン、60 kWディーゼル発電機、引き具、油圧装置、移動ブロックハウス（ロケット発射要員・電子制御装置用のドーム形建造物）とトラック搭載の油圧クレーンがあった。何台かのトラクタータイプの21/2 tと5 tトラックが、発射装置、輸送車輌と発電機に接続されて、牽引するためにあった。一部の部隊において、各々の発射チームは、武器、弾薬と必需品を積載した大型トレーラーを持っていた。
典型的なミサイル発射サイトは、ほとんどミサイルを発射できるようにしておくために、活動中か、非常事態用の発射台を持っていた。この発射台には、当直の発射要員がいた。本によると、これを行うために15分を要したが、若干の作業員はわずかに6分強でそれを達成することができた。サイトは通常、ミサイルを発射させるためにいくぶん多くの努力を必要とする予備の発射台を持っていた。この発射台には控えの発射要員がおり、彼らの出番があるならば、サイトは通常、20～30分で発射準備を整えることができた。第3発射台があったとしても、発射台の上にミサイルがないかもしれない。非番の発射要員のうちの1人が時間内に発射サイトにたどり着くことができるならば、彼らは第3発射台の発射装置の上にミサイルを乗せて、すぐに発射できるようにするだろう。すべての発射サイトがちょうど潜在的な敵の2、3分の飛行時間以内であったので、実は3番目のミサイルを発射することは考えにくかったが、すべての発射要員は当直と控えの要員としての時間に実地訓練を繰り返し、ミサイルを発射するために必要な時間を減らそうとしていた。
しばしば、これらの訓練には、AN/MSQ-1誘導装置を取り付けたT-33航空機による低空飛行が伴った。この航空機は非常に低い高度で発射台を飛びこえた後、誘導要員の管理下にあるミサイルの飛行プロファイルを模擬する。これは、部隊士官に若干の飛行時間を与えることのみならず、誘導要員に飛行しているミサイルの制御に必要とされた訓練をした。
マタドールの飛行プロファイルは非常に単純で予想できた。そして、それは間違いなくその終焉に関与した。発射士官が2つの発射スイッチを押したとき、RATOボトルが点火され、2.5秒の間250 mi/hまでミサイルを加速した。そこまでに約1/4 mi飛行しており、この時点でRATOボトルを投棄し、それが誘導要員と彼らの器材で捕捉されるまで、ミサイルは予めセットされた方位と上昇率で飛行し続けた。ミサイルは高度又は速度の調節ができず、その最大高度に達するまで、燃料が燃え尽きるに従って上昇し、可能な限り速く飛び続けた。標的からおよそ6 miの地点で、誘導要員は「終末急降下」と呼ばれるミサイルに弾頭を下に向けさせる「ダンプ」という信号を送った。この急降下は垂直に近く、電波高度計で高度を測定しつつミサイルが予めセットされた爆発高度に達するまで降下を続け、爆発高度に達した時点で弾頭が爆発した。もし電波高度計が故障したならば、予備の気圧起爆装置が使われた。それさえも故障したならば、接触起爆装置で起爆する。
当時のすべてのミサイルと爆撃機と同様に、今日の基準ではマタドールの精度はよいというわけではなかった。1マイルの範囲内であれば命中と考えられた。たとえマタドールが「戦術」兵器として分類されたとしても、実際、それは技術的に個々の目標を攻撃することができなかったため、離着陸場のような軍事施設が存在した都市に目標が定められていたようだった。もちろん実際の目標は秘匿されて、実際の誘導士官以外の誰からも保全された。
合計1,200発が生産され、最後のマタドールは、1962年に現役任務から退役した。その時、彼らはビッツベルク（西ドイツ）、台南（台湾）、及び韓国の部隊に配備されていた。発射訓練所がフロリダ州オーランドとケープ・カナヴェラルにある一方、特定の整備訓練所はコロラド州デンバーにあった。台南の部隊が解散されたとき、弾体は機軸上の胴体部の隔壁にある接続点を切断することによって飛行不能にされ、弾頭を取り外した後にスクラップとして現地で売却された。主に21/2 tと5 tトラックから成る大部分の車両は、現地市場で処分された。おそらく、他のサイトも同様に彼らのミサイルと器材を処分した。

## 各型と設計段階
MX-771
最初のアメリカ空軍計画番号。
SSM-A-1
作戦用ミサイルのための早期に提案された制式名称。最初の作戦用ミサイルが完成する前に、この呼称は不採用となった。
XSSM-A-1
最初の制式名称は、ミサイル弾体開発のための最初の試作に適用された。
YSSM-A-1
最初の制式名称は、誘導装置の開発のための試作に適用された。
B-61
作戦運用上の制式名称は、SSM-A-1指定に取って代わるつもりだった。この名称は、パイロットのいない爆撃機としてミサイルを分類するようになっていた。
XB-61
改名されたXSSM-A-1
YB-61
改名されたYSSM-A-1
B-61A
マタドールの初期生産型。XB-61及びYB-61との主な違いは、それまでの中翼の代わりに高翼による機体の再設計であった。
TM-61A
アメリカ空軍が操縦士のいない爆撃機の代わりに戦術ミサイルとしてマタドールを分類することに決めたため、B-61Aから改名された。
TM-61B
最終的にそれ自身のシステムがTM-76メイスとして再命名されるTM-61Aの重要な再設計。
TM-61C
TM-61Bが開発中だったため、改善されたTM-61Aは間に合わせとして開発された。
MGM-1C
アメリカ空軍に採用された新しい命名規則によって1963年に改名されたTM-61C。TM-61Aは軍から完全に撤去され、TM-61BはTM-76メイスに改名されて最終的にMGM-13の制式名称を与えられたため、TM-61Cだけが改名を必要とされた。

## 現存するMGM-1
次のリストは、マタドールミサイルを展示している博物館である。
- カロライナ航空技術博物館（ノースカロライナ州シャーロット）（このマタドールは、以前フローレンス航空ミサイル博物館で展示されていた）
- 国立航空宇宙博物館（ダレス国際空港）
- 国立アメリカ空軍博物館（オハイオ州デイトン）
- 航空技術博物館（ジョージア州ワーナーロビン ロビンス空軍基地）
- アメリカ空軍 宇宙とミサイル博物館（フロリダ州ケープ・カナヴェラル空軍ステーション）

## 仕様

### MGM-1C
出典：the National Museum of the U.S. Air Force
- 全長： 39 ft 8 in （12.1 m）
- 直径： 4 ft 6 in （1.37 m）
- 翼幅： 27 ft 11 in （8.5 m）
- 全高： 9 ft 8 in （2.9 m）
- 発射重量： 13,593 lb （6,166 kg）
- 機関
  - 第1段（加速）： エアロジェット・ジェネラル 固体燃料ロケット・モーター × 1
推力： 57,000 lbf (240,000 kN)
  - 第2段（巡航）： アリソン J33-A-37 ターボジェットエンジン × 1
推力： 4,600 lbf (20 kN)
- 巡航速度： M 0.8, 521 kt （965 km/h, 600 mph）
- 運用高度： 13,400 m （44,000 ft）
- 射程：約1,100km
- 弾頭： W5核弾頭（核出力： 20 kt）